# Louise Burgaard
Louise Katharina Burgaard Madsen (n. 17 octombrie 1992, în Esbjerg) este o handbalistă daneză care joacă pentru Team Tvis Holstebro și echipa națională a Danemarcei. Burgaard a participat la Campionatul Mondial de Handbal Feminin din 2011, desfășurat în Brazilia, la Olimpiada de vară din 2012, de la Londra, și la Campionatul European din 2012, care s-a ținut în Serbia.
Burgaard este stângace și joacă în principal pe postul de inter dreapta, dar poate evolua și ca extremă dreapta.

## Biografie
Louise Burgaard a început să joace handbal în micul club Vinding Sportsforening, iar în 2006 s-a transferat la Fredericia HK, unde a evoluat patru sezoane. După o scurtă oprire la formația KIF Vejen, Burgaard a semnat pentru Team Tvis Holstebro, în vara lui 2011.
Burgaard a jucat în toate naționalele daneze de tineret, fiind prezentă în fazele finale ale Campionatului European pentru junioare (U17) din 2009, Campionatului Mondial pentru cadete (U18) din 2010 și Campionatului Mondial pentru Tineret (U19) din 2011. În toate cele trei finale a fost selectată în All-Star Team.
Ea a debutat în echipa de senioare la Campionatul Mondial din 2011, fiind convocată să o înlocuiască pe Camilla Dalby, accidentată chiar înainte de începerea competiției. A fost cât pe ce ca Burgaard să nu poată participa, acuzând și ea o accidentare din pre-sezon, dar noi analize medicale au dovedit că Burgaard e aptă de joc, ceea ce i-a permis să evolueze alături de reprezentativa Danemarcei, alături de care a obținut locul 4.
Louise Burgaard a fost de asemenea componentă a echipei daneze la Olimpiada de vară din 2012, precum și a naționalei Danemarcei care a obținut locul 5 la Campionatul European din 2011.